# Lost Forever/Lost Together
Lost Forever/Lost Together (stilizzato Lost Forever // Lost Together) è il sesto album in studio del gruppo musicale britannico Architects, pubblicato l'11 marzo 2014.

## Descrizione
La prima traccia, intitolata Gravedigger, è a tema espressamente politico e tratta, citando il chitarrista Tom Searle: "il vivere in una democrazia dove ad ogni votazione ritieni di ottenere un cambiamento positivo, campagne come il messaggio di "Pace" di Obama, l'elezione va e viene ma nulla cambia, tratta dell'illusione della scelta politica"; in questo senso, nel testo è emblematico il passaggio: "You said you'd change the world, but death still flies east, The blind lead the blind, so we bomb for peace" (Hai detto che avresti cambiato il mondo, ma la morte continua a volare verso est, il cieco guida il cieco, quindi bombardiamo per la pace").
In merito a Naysayer, il vocalist Sam Carter ha detto in un'intervista a Kerrang! che la canzone voleva essere una dichiarazione diretta alle critiche rivolte alla band: "Quando siamo diventati tutti vegan e abbiamo iniziato a scavare nel mondo della politica abbiamo ricevuto numerose reazioni negative. C'erano persone che ci twittavano che non ci avrebbero più seguito e questa canzone era la nostra risposta. Eravamo sostanzialmente noi che dicevamo, 'Fanculo, non stiamo cantando queste cose per farci degli amici, ciò ha un significato per noi".
Apertamente contro il fondamentalismo religioso, Broken Cross è invece una canzone che tratta infatti della presa di posizione della band nei confronti dell'oscurantismo che può celarsi nella religione. Sam Carter a riguardo della canzone ha detto: "Non mi interessa in cosa la gente sceglie di credere, ma quando i culti religiosi impattano negativamente sulla vita di altre persone è una cosa terribile e offensiva per chiunque abbia anche mezza cellula cerebrale". In una lunga presa di posizione del chitarrista Tom Searle in merito al tema di questa canzone si fa notare come la canzone non sia stata pensata per fare passare un messaggio negativo e riduttivo nei confronti della religione ("religion is rubbish", ovvero "la religione è spazzatura"); Searle fa notare che la religione sia una "bestia multifacce" all'interno della quale si nascondono brave persone e cattive persone, proprio come in molti altri ambiti della società, e che in realtà la canzone mira a criticare una parte di queste sfaccettature, ovvero quelle che rientrano nella sfera del fondamentalismo. Nel messaggio, Searle continua la presa di posizione in merito alla canzone dicendo che se vi sono fondamentalisti che ascoltano gli Architects "allora mi sta bene, questa canzone vi riguarda. Siate offesi, vi prometto che non sarete offesi dalle mie credenze come io lo sono dalle vostre" ("then fair enough, this song is about you. Be offended, I promise you won’t be as offended by my beliefs, as I am of yours"). Secondo Searle, il parlare di fondamentalismo non si riferisce a una religione in particolare, in quanto esistono estremi in tutte le religioni; per lui, l'attacco è rivolto contro quelli che credono che "sia lecito discriminare, condannare (è la stessa cosa, no?) o peggio, attaccare e persino uccidere persone per quel che sono - tutto nel nome della religione" ("fair to discriminate, condemn (that’s the same thing, innit?) or worse, attack and even kill people, for who they are - all in the name of religion"). Aggiunge Tom Searle: "Sento sempre dire che la gente ha una relazione personale con dio. Il dio di una persona è diverso dal dio di un'altra persona - presumo? Deve certamente essere così. Quindi forse Broken Cross non riguarda il tuo dio. Riguarda il dio che ci ha creati, solamente per condannarci. Perché, per me, non ci ama. Io posso essere un ateo (che flirta con l'agnosticismo) ma mi piacerebbe credere che se esiste un dio, egli non ci manda nell'eterno fuoco dell'inferno perché abbiamo amato la persona 'sbagliata'. O perché crediamo nel dio sbagliato. O perché abbiamo il prepuzio... Per milioni di persone (forse miliardi) non ho dubbi che la religione serve quale influenza pacifica nelle loro vite e ciò è fantastico! Ma nel momento in cui gli altri vengono emarginati per la loro razza, il loro genere, la loro sessualità e sì, perfino la loro religione - allora mi imbufalisco. E non mi scuso per il fatto di essere incazzato a riguardo." ("I hear all the time that people have a personal relationship with god. One person’s god is different from another person’s god - I assume? It surely must be. So perhaps Broken Cross isn’t about your god. It’s about the god that created us, only to condemn us. Because, for me, he doesn’t love us. I might be an atheist (flirting with agnosticism) but I’d like to believe that if there is a god, he doesn’t send us into eternal hellfire for loving the 'wrong’ person. Or for believing in the wrong god.  Or for having a foreskin… For millions (probably billions) I’ve no doubt that religion serves as a peaceful influence in their lives and that’s fantastic! But the moment others are outcast for their race, gender, sexuality and yes, even religion - well that just gets my goat. And I have no apologies for being upset about that").
The Devil Is Near è un tributo all'organizzazione ambientalista nota come Sea Shepherd Conservation Society della quale gli Architects sono strenui sostenitori. Sam Carter ha detto a riguardo: "Sea Shepherd sostanzialmente fa del suo meglio per proteggere gli oceani, essi provano a proteggere la vita marina, sono incredibili persone appassionate che mettono le loro vite in pericolo". La traccia contiene una citazione di Paul Watson: "if we’re going to survive on this planet, we have to respect the rights of all of those species to survive. Because we need them more than they need us.” (ovvero: "se vogliamo sopravvivere su questo pianeta, dobbiamo rispettare i diritti di vivere di tutte quelle specie. Perché noi abbiamo bisogno di loro più di quanto loro abbiano bisogno di noi").
In merito a Dead Man Talking, il cui titolo richiama esplicitamente l'espressione inglese "dead man walking" (l'espressione indica infatti l'ultima passeggiata che il carcerato e condannato a morte compie dalla sua cella sino ad arrivare al luogo sul quale avverrà la sua esecuzione), Tom Searle ha riferito che la canzone riguarda i whistleblowers: "tratta l'ininterrotta persecuzione dei whistleblowers, persone che vengono viste come eroi agli occhi del pubblico". Searle ha aggiunto: "Pensate che la gente sia arrabbiata con le persone che rivelano i segreti governativi e informano il pubblico che siamo stati spiati? No, essi sono eroi. Quando Edward Snowden l'ha portata [la sua rivelazione, ndr] a un pubblico molto più ampio, era giustamente visto come un eroe, ma è stato perseguitato a causa di ciò". 
La traccia strumentale Red Hypergiant non presenta voce e non presenta alcun testo, fatta eccezione per una citazione dell'astronomo e scrittore Carl Sagan, con la voce dello stesso Sagan in sottofondo che attraversa "un oceanico muro di suono". La citazione è la seguente: "The old appeals to racial, sexual, and religious chauvinism and to rabid nationalist fervor are beginning not to work. A new consciousness is developing which sees the Earth as a single organism and recognizes that an organism at war with itself is doomed. We are one planet." (traducibile letteralmente in questo modo: "I vecchi appelli allo sciovinismo razziale, sessuale e religioso e al fervore del nazionalismo fanatico stanno cominciando a non funzionare più. Una nuova consapevolezza si sta creando la quale vede la Terra come un singolo organismo e riconosce che un organismo in guerra con se stesso è condannato. Siamo un solo pianeta.". A riguardo, Tom Searle ha detto: "È una canzone strana, non abbiamo molte canzoni strumentali. Originariamente era la metà di una canzone, ma era troppo strana per noi. È stata chiamata così [ovvero una stella "Ipergigante rossa", ndr] a causa della più grande stella conosciuta nell'universo, una volta abbiamo visto un'immagine di essa ed è un po' come se ci avesse ricordato la scala di tutto". 
La settima traccia intitolata C.A.N.C.E.R (in italiano C.A.N.C.R.O) affronta una tematica molto personale legata al chitarrista Tom Searle, poiché la canzone tratta del suo cancro alla pelle. Dice Searle a riguardo: "Sapete che in Harry Potter non siete tenuti a menzionare il nome Voldemort? Il Cancro è essenzialmente il suo corrispettivo nella vita reale. È una parola orribile. [Per questo motivo la parola "cancer" è scritta scandita dai punti fermi e il vocalist Sam Carter pronuncia le lettere una ad una nella canzone, ndr]. L'ho scritta quando ho scoperto di avere un melanoma, un cancro alla pelle nella mia gamba. Ho subito un'operazione per rimuoverlo e ho scritto la canzone dopo che mi è stato rimosso. Ho pensato "Cosa fanno le persone in queste situazioni?", così ho scritto una canzone. Ho cercato di fare in modo che fosse meno legata a me, e piuttosto a quel che il cancro significa per gli esseri umani in generale". Sam Carter sulla canzone ebbe a dire: "È stata una canzone strana per me da cantare, mi sono sentito come se dovessi veramente fare giustizia, è una canzone molto personale per Tom [Searle, ndr] e ho fatto tutto quel che ho potuto per realizzarla nel modo migliore possibile". Tom Searle è morto il 20 agosto 2016, a soli 28 anni, dopo una battaglia contro il cancro durata tre anni. 
La traccia numero 8, intitolata Colony Collapse, a tema ambientale e politico, è incentrata sulla vicenda dell'incidente nucleare di Fukushima nel 2011. Nel testo della canzone vi è anche un riferimento all'incidente nucleare di Černobyl' del 1986: "1986, This is full relapse, Our latest apocalypse, This is colony collapse" (letteralmente traducibile in: "1986, Questa è una totale ricaduta, la nostra ultima apocalisse, questo è il collasso della colonia"). Il chitarrista della band Tom Searle ha detto a riguardo: "Due reattori sono a terra, ne rimane solo un altro, se anche quello dovesse cedere sarebbe un disastro completo per il Giappone. È una tragedia che non sembra avere avuto particolare risalto sui media". Il cantante Sam Carter ha aggiunto: "Abbiamo lavorato su questa canzone per molto tempo, sapevamo che dovevamo farla bene o non farla del tutto. Abbiamo lavorato in modo particolarmente duro su questa canzone". Come per la settima traccia, anche per la nona intitolata Castles in the Air è Tom Searle, il chitarrista della band, a vuotare il sacco e a parlare di questa canzone molto personale: "Tratta dell'ansia, essere in una band e come ciò causi ansia, la pressione che senti quando sei in studio, può sembrare una cosa irrilevante, ma nella tua testa tutto ciò può trasformarsi in problemi monolitici, dopo un po' ti logora. Riguarda quindi il relazionarsi con essa, insegnare a te stesso che è solo un prodotto della tua immaginazione". L'espressione "castelli in aria", o "costruire un castello in aria" indica infatti un progetto che sul breve o lungo termine è irrealizzabile e per questo privo di significato, di senso, nonché di consistenza perché irrealizzabile, un'aspirazione che si sbriciola nel momento in cui viene composta.
Youth Is Wasted on the Young, la decima traccia, vede la partecipazione di Murray MacLeod della band scozzese The Xcerts (per quel che concerne la voce) e una spiegazione per essa giunge da entrambi i gemelli Searle. Dice Tom, il chitarrista: "la canzone ruota attorno a quel sentimento spaventoso in cui realizzi che non sei più un bambino, l'affrontare il futuro, scendere a compromessi con ciò che ami, la pressione sociale". Il fratello Dan Searle, batterista della band ha aggiunto: "Io e Tom abbiamo messo in piedi questa band quando avevamo 16 anni, e ancora ci chiedono 'Quando vi trovate un lavoro vero?' È una canzone che riguarda il rapportarsi con questa situazione tutto il tempo". Dal testo di questa traccia è tratto anche il nome dell'album Lost Forever // Lost Together con Tom Searle che ha voluto aggiungere una spiegazione a riguardo: "[Questa canzone] è da dove proviene l'ispirazione per il titolo dell'album, tutti devono passare attraverso questo processo, il temere l'invecchiamento, ma almeno ci passiamo attraverso tutti insieme ["all together", ndr]". The Distant Blue, canzone che chiude l'opera, ci viene spiegata ancora una volta dal compositore principale dell'album, Tom Searle: "Questa canzone s'ispira ad una citazione che ho letto riguardante l'osservare un futuro distante da un pianeta lontano, nel quale un uomo sta spiegando alla gente perché abbiamo malamente creato così tanti danni sul pianeta Terra. Ancora una volta, è piuttosto sballata". 

## Tracce
Testi e musiche degli Architects.
1. Gravedigger – 4:05
2. Naysayer – 3:25
3. Broken Cross – 3:52
4. The Devil Is Near – 3:35
5. Dead Man Talking – 4:04
6. Red Hypergiant – 2:09
7. C.A.N.C.E.R – 4:17
8. Colony Collapse – 4:31
9. Castles in the Air – 3:42
10. Youth Is Wasted on the Young (featuring Murray Macleod) – 4:09
11. The Distant Blue – 5:12

Tracce bonus nell'edizione deluxe
1. Shadow of a Doubt – 2:07
2. Untitled 2 – 1:51

## Formazione
Gruppo
- Sam Carter – voce
- Tom Searle – chitarra, tastiera, arrangiamento strumenti ad arco
- Alex "Ali Dino" Dean – basso
- Dan Searle – batteria

Altro personale
- Johan Henriksson – assistenza all'ingegneria del suono
- Ken Dudley – missaggio strumenti ad arco
- Fredrik Nordström – coproduzione
- Randy Slaugh – produzione, arrangiamento e ingegneria del suono strumenti ad arco
- Henrik Udd – produzione, ingegneria del suono, missaggio, mastering
- Elizabeth Clarke – violoncello
- Michael Rollins – violoncello
- Julie Slaugh – viola
- Kelsey Georgeson – viola
- Mark Shipley – viola
- Ariel Loveland – violino
- Emily Rust – violino
- Jenn Allen – violino
- Murray Macleod – voce ospite in Youth Is Wasted on the Young

## Classifiche
| Classifica (2014) | Posizione massima |
| ----------------- | ----------------- |
| Regno Unito       | 16                |